# Eleições estaduais em Alagoas em 1994
As eleições estaduais em Alagoas em 1994 ocorreram em 3 de outubro como parte das eleições gerais no Distrito Federal e em 26 estados. Foram escolhidos o governador Divaldo Suruagy, o vice-governador Manuel Gomes de Barros, os senadores Teotônio Vilela Filho e Renan Calheiros, além de nove deputados federais e vinte e sete estaduais num pleito decidido em primeiro turno ante a votação recorde atribuída ao vencedor no último triunfo do PMDB na disputa pelo governo estadual. Pelo disposto na Constituição e na Lei nº. 8.713, a posse seria em 1º de janeiro de 1995 para quatro anos de mandato.
Natural de São Luís do Quitunde, o economista Divaldo Suruagy é formado pela Universidade Federal de Alagoas e servidor público lotado na prefeitura de Maceió, cidade onde iniciou a carreira política ao eleger-se prefeito pelo PSD em 1965. Após entrar na ARENA foi eleito deputado estadual em 1970, escolhido governador de Alagoas pelo presidente Ernesto Geisel em 1974 e eleito deputado federal em 1978. Com a volta do pluripartidarismo retornou ao governo do estado pelo PDS em 1982 e ao longo do mandato ingressou no PFL e obteve uma cadeira de senador em 1986. Filiado posteriormente ao PMDB, retornou ao governo em 1994 com aproximadamente 80% dos votos num pleito onde o grupo político de Fernando Collor e Geraldo Bulhões substituiu a candidatura de Elionaldo Magalhães pela de Pedro Vieira da Silva, contudo o próprio governador sofreu um grave revés político ao renunciar em 1º de novembro de 1997 em meio a uma grave crise política, administrativa e financeira.
Diante disso o economista Manuel Gomes de Barros tomou posse como governador. Natural de União dos Palmares e formado na Universidade Federal de Alagoas em 1975, com especialização em Administração Pública na Alemanha, é genro de Lamenha Filho. Eleito prefeito de União dos Palmares em 1976 via ARENA e deputado estadual pelo PDS em 1982, licenciou-se para ocupar a Secretaria de Agricultura no governo Divaldo Suruagy sendo reeleito deputado estadual pelo PFL em 1986. Presidente da Associação dos Plantadores de Cana do Estado de Alagoas, anos depois se tornou presidente do Clube de Regatas Brasil e elegeu-se vice-governador de Alagoas em 1994.
Nas eleições para o Senado Federal os vitoriosos foram o economista e empresário Teotônio Vilela Filho que conquistou o mandato pelo PMDB em 1986 e estava filiado ao PSDB e a outra vaga ficou com Renan Calheiros que voltou ao PMDB após a derrota na eleição para governador em 1990 sendo nomeado vice-presidente da Petrobras Química S/A (Petroquisa) com a posse de Itamar Franco na Presidência da República.

## Resultado da eleição para governador
Houve 249.636 votos em branco (25,50%) e 105.124 votos nulos (10,74%) calculados sobre o comparecimento de 979.067 eleitores com os 624.307 votos nominais assim distribuídos:
| Candidatos a governador do estado  | Candidatos a vice-governador     | Número | Coligação                                                                | Votação | Percentual |
| ---------------------------------- | -------------------------------- | ------ | ------------------------------------------------------------------------ | ------- | ---------- |
| Divaldo Suruagy PMDB               | Manuel Gomes de Barros PTB       | 151    | Alagoas é a nossa vontade do povo (PMDB, PTB, PSDB, PFL, PL, PSD, PCdoB) | 495.646 | 79,39%     |
| Pedro Vieira da Silva PP           | Daniel Houly de Almeida PP       | 391    | União por Alagoas (PP, PPR, PSC, PRN, PMN)                               | 62.248  | 9,97%      |
| Marcos Antônio da Rocha Vieira PSB | Tutmés Airan Albuquerque Melo PT | 401    | Alagoas para todos (PSB, PT, PPS, PV, PRP)                               | 50.159  | 8,04%      |
| Ângela Canuto PDT                  | Heth César de Oliveira PDT       | 121    | PDT (sem coligação)                                                      | 16.254  | 2,60%      |
| Fontes:                            |                                  |        |                                                                          |         |            |

## Resultado da eleição para senador
O Tribunal Superior Eleitoral não divulgou dados sobre os brancos e nulos, mas os 982.307 votos nominais foram assim distribuídos:
| Candidatos a senador da República    | Candidatos a suplente de senador                               | Número | Coligação                                                                | Votação | Percentual |
| ------------------------------------ | -------------------------------------------------------------- | ------ | ------------------------------------------------------------------------ | ------- | ---------- |
| Teotônio Vilela Filho PSDB           | Geraldo Lessa Santos PSDB -                                    | 453    | Alagoas é a nossa vontade do povo (PMDB, PTB, PSDB, PFL, PL, PSD, PCdoB) | 331.452 | 33,74%     |
| Renan Calheiros PMDB                 | Djalma Falcão PMDB Sebastião de Oliveira Lima PMDB             | 152    | Alagoas é a nossa vontade do povo (PMDB, PTB, PSDB, PFL, PL, PSD, PCdoB) | 235.332 | 23,96%     |
| Antônio Holanda PSC                  | Barnabé Barbosa da Silva PPR Helga Maria Araújo de Melo PP     | 202    | União por Alagoas (PP, PPR, PSC, PRN, PMN)                               | 140.018 | 14,26%     |
| Regis Cavalcante PPS                 | José Rinaldo Gameleira Simões PSB José Firmino de Oliveira PRP | 232    | Alagoas para todos (PSB, PT, PPS, PV, PRP)                               | 111.236 | 11,32%     |
| José de Moura Rocha PP               | José Jorge Malta Amaral PP Genival do Nascimento Silva PP      | 392    | União por Alagoas (PP, PPR, PSC, PRN, PMN)                               | 61.905  | 6,30%      |
| Arlete dos Santos Leite PDT          | Nivalto Tenório dos Santos PDT Orival José de França PDT       | 122    | PDT (sem coligação)                                                      | 58.191  | 5,92%      |
| Luiz de Gonzaga Mendes de Barros PTB | José Barros Correia PTB Mário Antônio Cardoso PTB              | 143    | A vontade do povo (PMDB, PTB, PSDB, PL, PSD, PCdoB)                      | 44.173  | 4,50%      |
| Fontes:                              |                                                                |        |                                                                          |         |            |

## Deputados federais eleitos
São relacionados os candidatos eleitos com informações complementares da Câmara dos Deputados.

Representação eleita
  PSDB: 2
  PP: 1
  PMDB: 1
  PTB: 1
  PSD: 1
  PPR: 1
  PFL: 1
  PSC: 1

| Número  | Deputados federais eleitos | Partido | Votação | Percentual | Cidade onde nasceu  | Unidade federativa |
| 3939    | Talvane Albuquerque        | PP      | 61.706  | 12,60%     | Maceió              | Alagoas            |
| 1505    | José Thomaz Nonô           | PMDB    | 50.938  | 10,40%     | Maceió              | Alagoas            |
| 1414    | Albérico Cordeiro          | PTB     | 41.770  | 8,53%      | Pilar               | Alagoas            |
| 4111    | Luís Dantas                | PSD     | 37.449  | 7,64%      | Batalha             | Alagoas            |
| 1110    | Moacir Andrade             | PPR     | 35.418  | 7,23%      | Penedo              | Alagoas            |
| 2518    | Benedito de Lira           | PFL     | 34.217  | 6,98%      | Junqueiro           | Alagoas            |
| 2020    | Augusto Farias             | PSC     | 32.442  | 6,62%      | Passo de Camaragibe | Alagoas            |
| 4545    | Fernando Torres            | PSDB    | 31.221  | 6,37%      | Rio Largo           | Alagoas            |
| 4511    | Ceci Cunha                 | PSDB    | 30.410  | 6,21%      | Feira Grande        | Alagoas            |
| Fontes: |                            |         |         |            |                     |                    |

## Deputados estaduais eleitos
Representação eleita
  PMDB: 6
  PSC: 6
  PFL: 4
  PP: 3
  PMN: 2
  PSB: 2
  PPR: 1
  PT: 1
  PTB: 1
  PRP: 1

| Número  | Deputados estaduais eleitos | Partido | Votação | Percentual | Cidade onde nasceu    | Unidade federativa |
| 39116   | Washington Freitas          | PP      | 18.661  | 3,14%      | Piranhas              | Alagoas            |
| 15151   | Nivaldo Jatobá              | PMDB    | 17.660  | 2,97%      | São Miguel dos Campos | Alagoas            |
| 15105   | João Barbosa Neto           | PMDB    | 17.564  | 2,95%      | Rio Largo             | Alagoas            |
| 11111   | Cícero Ferro                | PPR     | 16.608  | 2,79%      | Minador do Negrão     | Alagoas            |
| 15118   | Luciano Suruagy             | PMDB    | 16.302  | 2,74%      | Maceió                | Alagoas            |
| 20250   | Jota Marques                | PSC     | 15.128  | 2,54%      | Palmeira dos Índios   | Alagoas            |
| 20202   | Francisco Beltrão           | PSC     | 13.670  | 2,30%      | Aracaju               | Sergipe            |
| 15115   | Antônio Albuquerque         | PMDB    | 13.491  | 2,27%      | Limoeiro de Anadia    | Alagoas            |
| 13111   | Heloísa Helena              | PT      | 13.131  | 2,21%      | Pão de Açúcar         | Alagoas            |
| 20120   | Lucila Toledo               | PSC     | 13.113  | 2,20%      | Atalaia               | Alagoas            |
| 25105   | Jadson Pedro                | PFL     | 12.769  | 2,15%      | Craíbas               | Alagoas            |
| 20112   | Celso Luiz                  | PSC     | 12.732  | 2,14%      | Maceió                | Alagoas            |
| 39115   | César Malta                 | PP      | 12.608  | 2,12%      | Maceió                | Alagoas            |
| 33120   | Danilo Damaso               | PMN     | 12.275  | 2,06%      | Anadia                | Alagoas            |
| 25111   | Marcelino dos Santos        | PFL     | 12.092  | 2,03%      | Arapiraca             | Alagoas            |
| 33110   | João Caldas                 | PMN     | 11.693  | 1,96%      | Ibateguara            | Alagoas            |
| 20110   | Oscar Lima                  | PSC     | 11.648  | 1,96%      | União dos Palmares    | Alagoas            |
| 39111   | Temoteo Correia             | PP      | 11.137  | 1,87%      | Anadia                | Alagoas            |
| 15160   | Demuriez Barbosa            | PMDB    | 11.104  | 1,87%      | Delmiro Gouveia       | Alagoas            |
| 25177   | Edival Gaia                 | PFL     | 11.057  | 1,86%      | Marechal Deodoro      | Alagoas            |
| 20121   | Gilvan Barros               | PSC     | 10.917  | 1,83%      | Campo Alegre          | Alagoas            |
| 25123   | Rogério Teófilo             | PFL     | 10.598  | 1,78%      | Maceió                | Alagoas            |
| 14140   | Roberto Torres              | PTB     | 9.977   | 1,68%      | Água Branca           | Alagoas            |
| 15111   | João Beltrão                | PMDB    | 9.865   | 1,66%      | Coruripe              | Alagoas            |
| 40110   | Cícero Amélio               | PSB     | 8.796   | 1,48%      | Maceió                | Alagoas            |
| 44200   | Délio Almeida               | PRP     | 7.749   | 1,30%      | São Miguel dos Campos | Alagoas            |
| 40111   | Francisco Tenório           | PSB     | 6.910   | 1,16%      | Chã Preta             | Alagoas            |
| Fontes: |                             |         |         |            |                       |                    |